# 関根聡
関根 聡（せきね さとし、1965年 - ）は、日本の情報科学者。理化学研究所革新統合研究センターの言語情報アクセス技術チームのチームリーダー、および、情報学研究所大規模言語モデル研究開発センターの特任教授。2015年まではニューヨーク大学コンピューターサイエンス学科研究准教授。日本で、言語処理に関するコンサルタント会社の「ランゲージ・クラフト研究所」を運営している。2024年からは「株式会社いちから」でも兼業。2010年6月から楽天技術研究所ニューヨークの所長、2011年4月から楽天技術研究所東京副所長、楽天（株）技術理事も兼任していた。2014年10月に楽天を退職。

## 概要
東京工業大学（のちの東京科学大学）を卒業後、松下電器（当時）東京研究所にて自然言語処理の研究を開始し、1990年英国のマンチェスター工科大学 (UMIST) へ留学、辻井潤一教授の下、1992年修士号を取得した。
1994年に、情報抽出の権威であるニューヨーク大学のグリッシュマン教授に助手として招聘されながら博士号を1998年に取得、その後、研究助教授、研究准教授に就任。専門は、情報抽出、言語的知識獲得、固有表現抽出、および言語解析、質問応答、要約など。
1998年、日本で固有表現抽出・情報検索の評価型ワークショップであるIREX (Retrieval and ExtractionExercise) を主催。
アメリカ国立科学財団 (NSF) の「オンデマンド情報抽出」プロジェクトのリーダー。
「言語処理における知識獲得シンポジウム」を主催するなど、言語処理の幅広い分野で活躍。
2023年に理研で大規模言語モデルのための高品質な日本語インストラクション「ichikara-instruction」を構築し、日本での大規模言語モデルを構築している２３社に提供。その後、「株式会社いちから」でインストラクションデータの構築を続けている。

## 略歴
- 1983年 -東京都立新宿高等学校卒業
- 1987年 - 東京工業大学応用物理学科を卒業
- 1992年 - マンチェスター工科大学 (UMIST) で修士号を取得
- 1998年 - ニューヨーク大学より博士号を取得
- 1998年 - ニューヨーク大学研究助教授に就任
- 2007年 - ニューヨーク大学研究准教授に就任
- 2010年 - 楽天技術研究所ニューヨーク所長に就任
- 2015年 - 理化学研究所革新統合研究センターの言語情報アクセス技術チームのチームリーダー
- 2024年 - 情報学研究所大規模言語モデル研究開発センターの特任教授